# Tomáš Malatinský
Ing. Tomáš Malatinský (* 14. března 1959, Bratislava, Československo) je slovenský podnikatel a politik. Od 4. dubna 2012 do 3. července 2014 působil ve funkci ministra hospodářství Slovenska.

## Život
V roce 1978 absolvoval Střední průmyslovou školu stavební v Bratislavě, v roce 1983 ukončil studium na Slovenské technické univerzitě v Bratislavě, stavební fakultě, oboru geodézie a kartografie.
V letech 1983 až 1986 působil ve Stavoprojektu Bratislava jako odpovědný projektant a geodet. Později v letech 1986 až 1998 prošel v Elektrovodu Bratislava funkcemi stavbyvedoucího, vedoucího oddělení ekonomiky, divize vedení, vedoucí útvarů zahraničního obchodu a vyššího dodavatele.
Od roku 1998 do 1999 byl vedoucím organizační složky v ELCON o.z. v Praze. Jako ředitel divize působil v Trnavě v letech 1999 až 2000 ve VÚJE Trnava, a.s. V březnu 2000 se stal předsedou představenstva a generálním ředitelem Elektrovod Holding, a.s. Bratislava. V květnu 2000 se stal druhým viceprezidentem česky Svazu zaměstnavatelů energetiky (slovensky Zväz zamestnávateľov energetiky), 24. dubna 2003 se stal jeho prezidentem.
Svůj byt v Bratislavě pronajímá finančníkovi Jaroslavu Haščákovi ze skupiny Penta. Vládní strana SMĚR Roberta Fica proti tomuto spojení člena vlády s hlavním aktérem údajného spisu Gorila námitky nevznesla.
Od 4. dubna 2012 do 3. července 2014 působil jako nestraník ve funkci ministra hospodářství Slovenska v druhé vládě Roberta Fica.